# Poissonprocessen

Siméon Denis Poisson

Poissonprocessen är en heltalsvärd stokastisk process i kontinuerlig tid som används för att beskriva slumpmässiga händelser som sker med en viss intensitet/frekvens. Processen är uppkallad efter den franske matematikern Siméon-Denis Poisson (1781–1840).
Processen används i tillämpningar när man ska beskriva till exempel dynamiken i en kö, hur den uppstår och upphör i och med att kunder kommer till kön enligt en viss poissonfördelad frekvens.
Om intensiteten är konstant talar man om en homogen poissonprocess, i annat fall är processen inhomogen.
Det gäller för en poissonprocess X(t), {\displaystyle t\geq 0} med intensitetsfunktion {\displaystyle \lambda (t)} att:
- X(t) är heltalsvärd och ökande. Dessutom är X(0) = 0
- X(t) har oberoende ökningar. Det innebär att X(t) - X(s) och X(v) - X(u) är oberoende för varje val av {\displaystyle 0\leq s<t<u<v}
- {\displaystyle X(s+t)-X(t)} är poissonfördelad med parameter {\displaystyle \int _{t}^{s+t}\lambda (u)du}

Dessutom, om λ är konstant är processen stationär, och händelseavstånden är oberoende och exponentialfördelade. 
Poissonprocessen kan generaliseras till en mer allmän delmängd av {\displaystyle \mathbb {R} ^{n}}. Poissonprocessen är ett exempel på en förnyelseprocess.